# L'Ange endiablé
Pour plus de détails, voir Fiche technique et Distribution.
L'Ange endiablé (Red, Hot and Blue) est un film américain de John Farrow sorti en 1949.

## Synopsis
Hair-Do Lempke enlève l'actrice Eleanor Collier, croyant qu'elle est un témoin du meurtre de son patron gangster et Eleanor lui raconte son histoire.Alors qu'elle vivait en colocation avec ses amies Sandra et No-No, tentant désespérément de devenir une star, Eleanor résiste aux demandes en mariage du directeur de théâtre Danny James. Son agent, Charlie Baxter, lui propose un rendez-vous avec le riche Alex Creek, qui possède une équipe de baseball et sponsorise occasionnellement la carrière de starlettes. La femme d'Alex s'y oppose et jette de l'eau sur Eleanor. Un gros bonnet, Bunny Harris, est présenté à Eleanor et pourrait aider sa carrière. Mais alors qu'il se trouve dans son appartement, Bunny est abattu et Eleanor apprend par Hair-Do, à sa grande surprise, que Bunny était un escroc. Elle tient les méchants à distance jusqu'à ce que Danny vienne à la rescousse.

## Fiche technique
- Titre : L'Ange endiablé
- Titre original : Red, Hot and Blue
- Réalisation : John Farrow
- Production : Robert Fellows
- Société de production et de distribution : Paramount Pictures
- Scénario : Hagar Wilde et John Farrow d'après une histoire de Charles Lederer
- Musique : Victor Young
- Chorégraphe : Billy Daniel
- Photographie : Daniel L. Fapp
- Montage : Eda Warren
- Direction artistique : Franz Bachelin et Hans Dreier
- Décorateur de plateau : Sam Comer et Ross Dowd
- Costumes : Edith Head
- Pays d'origine : États-Unis
- Langue : anglais
- Format : Noir & blanc - 35 mm - 1,37:1 - Son : Mono (Western Electric Recording)
- Genre : Comédie musicale
- Durée : 84 minutes
- Date de sortie : 
  - États-Unis :5 septembre 1949 ;
  - France : 16 août 1950

## Distribution
- Betty Hutton : Eleanor Collier
- Victor Mature : Danny James
- William Demarest : Charlie Baxter
- June Havoc : Sandra
- Jane Nigh : Angelica Roseanne
- Frank Loesser : Hair-do Lempke
- William Talman : Bunny Harris
- Art Smith : Laddie Corwin
- Raymond Walburn : Alex Ryan Creek
- Onslow Stevens : Capitaine Allen
- Barry Kelley : Lieutenant Gorman
- Jack Kruschen : Steve
- Joseph Vitale : Carr
- Percy Helton : M. Perkins
- Ernö Verebes : Waiter
- Herschel Daugherty : Laertes
- Julia Faye : Julia
- Philip Van Zandt : Louie, le maître d'hôtel